# Garra bicornuta
Garra bicornuta är en fiskart som beskrevs av Narayan Rao 1920. Garra bicornuta ingår i släktet Garra och familjen karpfiskar. IUCN kategoriserar arten globalt som nära hotad. Inga underarter finns listade i Catalogue of Life.